# 무드로스 휴전 협정

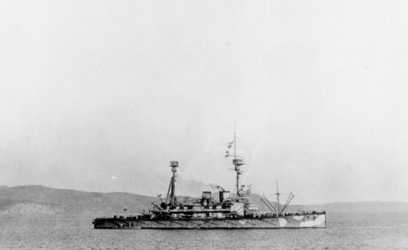
협정 이전인 1915년 다르다넬스 작전 중 무드로스에 방문한 HMS 아가멤논 호.

무드로스 휴전 협정(튀르키예어: Mondros Ateşkes Anlaşması, 1918년 10월 30일)은 제1차 세계 대전 막바지에 연합군과 오스만 제국이 중동 전선에서 양측의 적대 행위를 종식하도록 합의한 휴전 협정이다. 오스만 제국 해상 장관 라우프 베이와 영국 서머셋 아서 고-칼터페 제독이 그리스 림노스 섬의 무드로스 항구에 정박한 HMS 아가멤논 호 선상에서 협정 문서에 서명하였다.
당시 오스만 제국은 제1차 세계대전에서 크게 패하고 연합군이 진격해오면서 더 이상 버티지 못하고 정전 협정 체결을 결정하게 된 것이다. 이 협정으로 오스만 제국은 헤자즈·예멘·시리아·메소포타미아·트리폴리타니아·키레나이카를 양도했고 연합국은 다르다넬스 해협, 보스포로스 해협, 바툼(지금의 조지아 남서부에 있음)과 토로스 터널을 점령했다. 연합국은 아나톨리아에 있는 6개의 아르메니아인 지역이 '혼란할 때' 이 지역을 점령할 수 있는 권리와 연합국의 안보를 위협하는 경우 '전략적 지점은 어느 곳이나' 빼앗을 수 있는 권리도 얻었다. 오스만 군대는 해산되었고 항구·철도·천연자원은 연합국에 넘어갔다.
정전 협정 이후 이스탄불이 점령되고, 오스만 제국이 분할되었다. 1920년 8월 10일에 세브르 조약도 체결되었는데, 이 조약은 터키 독립 전쟁이 터지면서 이행되지 못하였다.

## 같이 보기
- 콩피에뉴 휴전 협정 (1918년)